# Copa del Generalísimo de hockey sobre patines 1948
La Copa del Generalísimo de hockey sobre patines de 1948 fue la quinta edición de la Copa del Generalísimo de este deporte. Se jugó en Reus como sede única. Se disputó desde el 6 al 9 de mayo de 1948 y el campeón fue el RCD Español. El Torneo de Consolación fue ganado por el Reus Ploms. 

Sólo participaron 6 equipos por lo que el sistema de competición fue distinto al de ediciones anteriores. Se disputó una primera fase con dos grupos de tres equipos y el ganador de cada uno de ellos disputó la final. 

## Equipos participantes
Los 6 equipos que disputaron esta edición fueron:
- Aragón: Delicias e Iris.
- Cataluña: RCD Español, GEiEG, Patín Club y Reus Ploms.

## Primera fase
GRUPO I

Resultados
| Fecha     | Equipo 1    | Equipo 2   | Resultado |
| --------- | ----------- | ---------- | --------- |
| 6 de mayo | RCD Español | Iris       | 15-2      |
| 7 de mayo | RCD Español | Reus Ploms | 3-3       |
| 8 de mayo | Reus Ploms  | Iris       | 6-0       |

Clasificación
| Pos. | Equipo      | J | G | E | P | F  | C  | Ptos |
| ---- | ----------- | - | - | - | - | -- | -- | ---- |
| 1    | RCD Español | 2 | 1 | 1 | 0 | 18 | 5  | 3    |
| 2    | Reus Ploms  | 2 | 1 | 1 | 0 | 9  | 3  | 3    |
| 3    | Iris        | 2 | 0 | 0 | 2 | 2  | 21 | 0    |

GRUPO II

Resultados
| Fecha     | Equipo 1   | Equipo 2 | Resultado |
| --------- | ---------- | -------- | --------- |
| 6 de mayo | Patín Club | GEiEG    | 4-4       |
| 7 de mayo | GEiEG      | Delicias | 11-2      |
| 8 de mayo | Patín Club | Delicias | 8-2       |

Clasificación
| Pos. | Equipo     | J | G | E | P | F  | C  | Ptos |
| ---- | ---------- | - | - | - | - | -- | -- | ---- |
| 1    | Patín Club | 3 | 2 | 1 | 0 | 15 | 8  | 5    |
| 2    | GEiEG      | 3 | 1 | 1 | 1 | 17 | 9  | 3    |
| 3    | Delicias   | 2 | 0 | 0 | 2 | 4  | 19 | 0    |

- En este grupo se realizó un partido de desempate el día 8 de mayo entre el Patín Club y el GEiEG, finalizando con victoria del Patín Club por 3-2, que se clasificó para la final.

## Final
| Fecha     | Campeón     | Subcampeón | Resultado |
| --------- | ----------- | ---------- | --------- |
| 9 de mayo | RCD Español | Patín      | 3-1       |

Campeón: REAL CLUB DEPORTIVO ESPAÑOL (3.er título)